# Limnia boscii
Limnia boscii är en tvåvingeart som först beskrevs av Robineau-desvoidy 1830.  Limnia boscii ingår i släktet Limnia och familjen kärrflugor. Inga underarter finns listade i Catalogue of Life.